# Solidarité et progrès
Pour les articles homonymes, voir SP.
Solidarité et progrès (abrégé en SP ou parfois en S&P), qui a succédé à la Fédération pour une nouvelle solidarité (FNS) et au Parti ouvrier européen (POE), est un parti politique français.
Son dirigeant est Jacques Cheminade, candidat aux élections présidentielles françaises de 1995, 2012 et 2017. Il s'agit de la branche française du mouvement LaRouche.

## Histoire

### Parti ouvrier européen

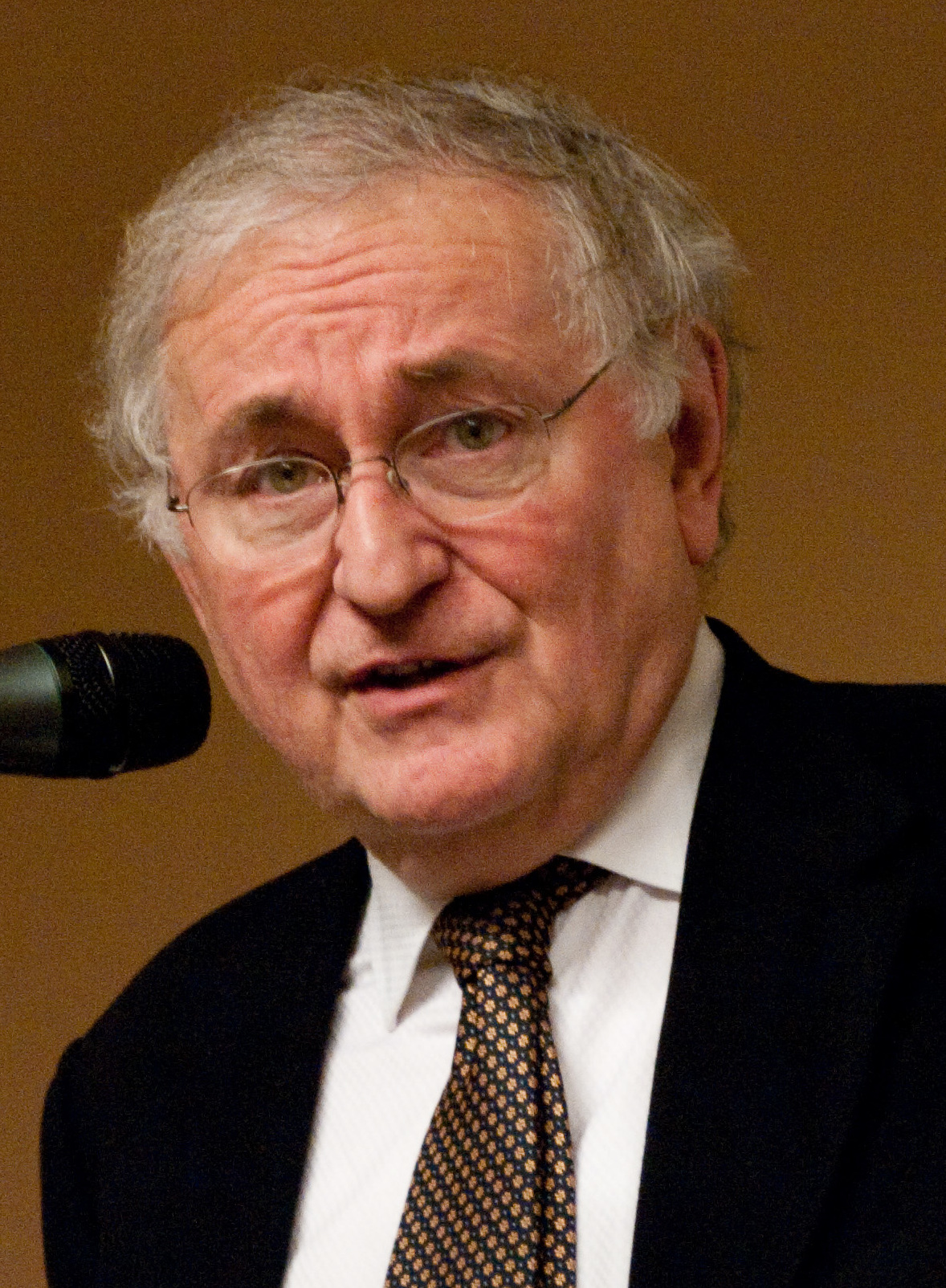
Jacques Cheminade, dirigeant du POE puis de ses futures itérations.

Solidarité et progrès tire ses origines du Parti ouvrier européen, dont il partage le dirigeant Jacques Cheminade et la revue Nouvelle Solidarité. Cheminade est le secrétaire général du POE de 1982 à 1989, année où le parti disparaît.
Le Parti ouvrier européen, fondé en 1974, est la branche européenne du U.S. Labor Party (en) de Lyndon LaRouche, qui apparaît simultanément dans une dizaine de pays européen. Au niveau international, il s’associe ainsi au mouvement LaRouche. En France, de nombreuses entités sont liées au POE, telles que le Club de la vie, le Comité la France et son armée, et les publications Guerre à la drogue et Fusion,.
En France, à ses débuts, le parti se présente comme un mouvement d'extrême gauche, mobilisant Karl Marx, Rosa Luxemburg et Vladimir Ilitch Lénine comme références. Il participe à des mobilisations de syndicats, du Parti communiste et de l'extrême gauche. Il a pour revue Nouvelle Solidarité, dont le premier numéro paraît fin 1974.
Au sein de cette revue, dans ce que René Monzat qualifie de « crise de démence rédactionnelle », le POE invective de nombreuses personnalités, tel Olof Palme, décrit comme « un fou, un meurtrier, qui erre dans la nuit sombre et glacée de l'hiver, cherchant sa proie, une hache à la main », qui « pousse le monde au bord de l'holocauste thermonucléaire, fait de son pays un État policier armé par l'OTAN ». Nelson Rockefeller, lui, est accusé d'avoir commandité « une série d'articles qui visaient à accoutumer la population à l'idée du cannibalisme » et même d'avoir « délibérément et artificiellement renforcé, sinon créé » un ouragan ayant éclaté en Europe.
Il change rapidement d'orientation, soutenant ouvertement en 1977 le capitalisme industriel, et affichant des positions de plus en plus conservatrices. Il se rapproche du Rassemblement pour la France et de l'Union pour la démocratie française, qui collaborent avec les associations du POE et l'invitent lors de leurs événements. Malgré son net changement d'orientation, le POE continue à s'attaquer aux mêmes cibles : Olof Palme, Henry Kissinger...
Le Parti ouvrier européen participe à ses premières élections lors des élections municipales françaises de 1983.
Aux élections européennes de 1984, le POE remporte 0,08 % des suffrages exprimés. Le POE présente 27 listes aux élections législatives françaises de 1986 et recueille en moyenne 0,16 % des suffrages. Il obtient un succès notable en Vendée avec environ 3 % des voix,.
Le POE présente 75 candidats aux élections législatives françaises de 1988, et son meilleur score est de 2,05 % pour Paulette Weber dans la 7e circonscription de la Moselle. En 1989, lors des élections européennes, la liste du POE, nommée « Rassemblement pour une France libre », récolte 0,18 % des suffrages exprimés.
Le POE est dissout en 1989.

### Fédération pour une nouvelle solidarité
En 1991, la Fédération pour une nouvelle solidarité prend le relai du POE. En 1995, elle revendique une trentaine de militants.
À l'occasion de l'élection présidentielle de 1995, la Fédération pour une nouvelle solidarité soutient la candidature de Jacques Cheminade, qui obtient 84 969 voix, soit 0,28 % des suffrages exprimés.

### Solidarité et progrès
En 1996, la Fédération pour une nouvelle solidarité devient Solidarité et progrès.

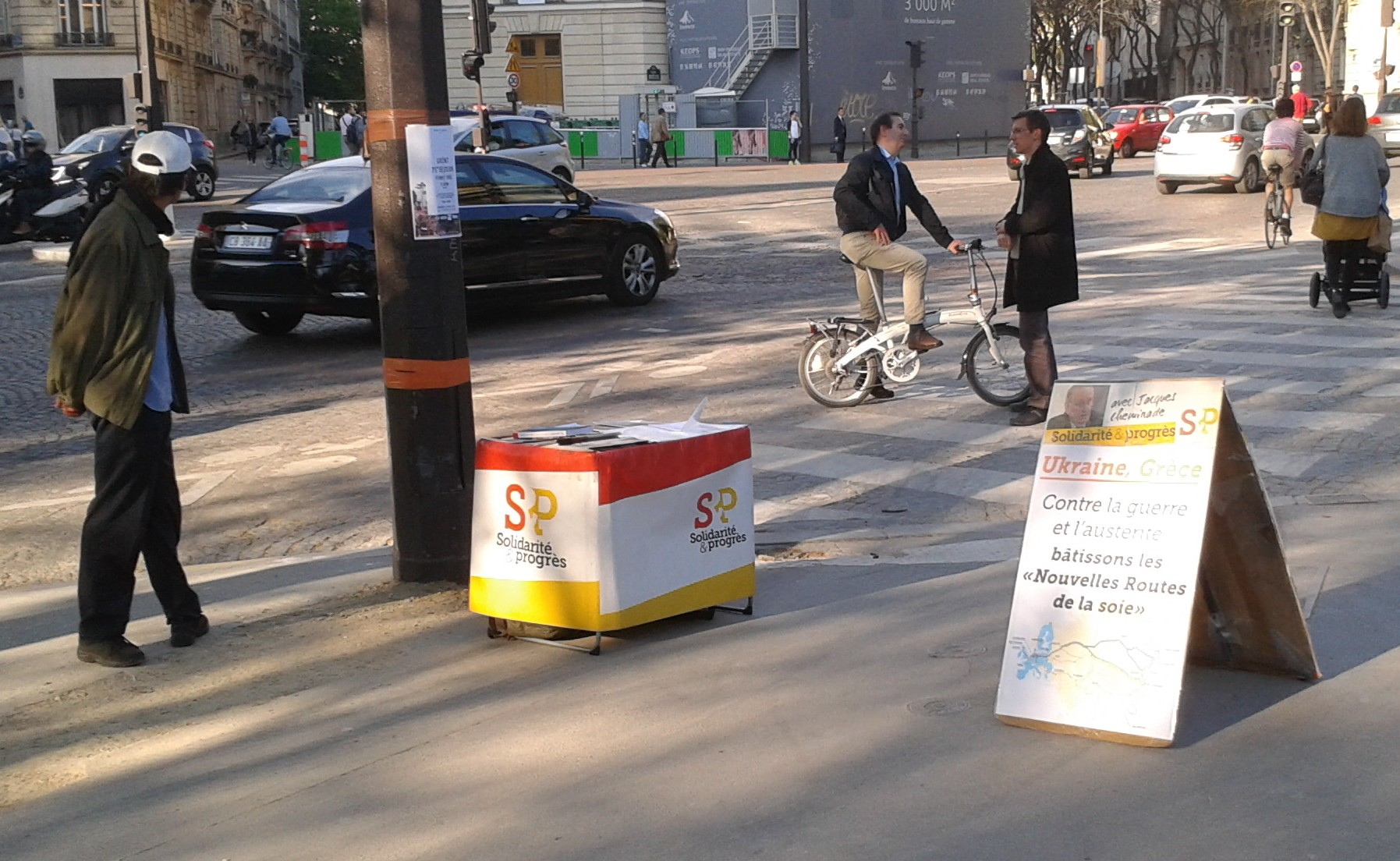
Un militant de Solidarité et progrès tenant un stand dans une rue de Paris.

En 2002, Jacques Cheminade échoue à se présenter à l'élection présidentielle, ayant recueilli 406 parrainages. Il échoue à nouveau en 2007, n'ayant cette fois récolté que 250 parrainages.
Solidarité et Progrès présente une liste aux élections européennes de 2004 dans la circonscription Île-de-France, conduite par Jacques Cheminade, qui obtient 0,11 % des suffrages exprimés. S&P participe à la conférence Axis for Peace de Thierry Meyssan en 2005.
Solidarité et progrès présente six candidats aux élections législatives de 2007, réalisant des scores compris entre 0,11 et 0,34 % des voix au premier tour.
Le parti est présent aux élections cantonales de 2008 dans le Rhône, l'Ille-et-Vilaine, l'Essonne et la Lorraine, puis à l'élection cantonale partielle de Redon en 2009 (1,8 % des voix).
Solidarité et progrès participe aux élections régionales de 2010 en Bretagne et réalise le score de 0,94 % soit 10 306 voix.
Pour l'élection présidentielle de 2012, Jacques Cheminade réussit à rassembler plus de 500 parrainages d'élus et obtient, au premier tour, 89 545 voix, soit 0,25 % des voix. Pour les élections législatives de 2012, le parti présente 78 candidatures, obtenant des scores allant de 0,00 à 1,10 % des voix au premier tour.
Trois binômes (en Ille-et-Vilaine, dans le Tarn-et-Garonne et dans le Val-d'Oise) sont présentés dans le cadre des élections départementales de 2015, réalisant des scores entre 1,5 et 3,2 % des voix au premier tour.
En 2017, Jacques Cheminade se présente de nouveau à l'élection présidentielle. Il obtient, au premier tour, 65 586 voix, soit 0,18 % des suffrages exprimés. Solidarité et progrès présente cinq candidats aux élections législatives de 2017.
Solidarité et progrès ne présente pas de candidature à l'élection présidentielle de 2022. Le parti soutient Georges Kuzmanovic, souverainiste issu de La France insoumise, mais celui-ci ne parvient pas à obtenir les parrainages nécessaires,.

## Programme et orientations

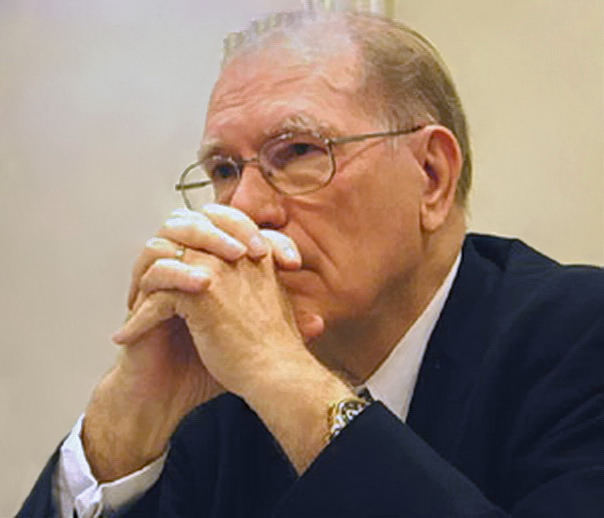
Lyndon LaRouche, idéologue de Solidarité et progrès.

### Sous le Parti ouvrier européen
À ses débuts, le POE affiche des positions staliniennes, pro-industrialisation, et s'aligne sur la politique de l'Union soviétique. Il soutient le Parti communiste portugais et le Parti communiste ouvrier espagnol d'Enrique Líster. Cependant, dès la fin 1976, le POE change d'orientation vers la droite. Il propose « un accord programmatique CGT-gaullistes » pour une politique de développement industriel et appelle à voter contre le Parti socialiste.
En 1977, le POE se met à soutenir un programme en faveur des couches capitalistes industrielles, estimant qu'« il est possible de pousser en avant les tendances progressistes » de ces couches.
En 1979, le POE mène conjointement à l'U.S. Labor Party (en) des campagnes contre la drogue et les sectes, en se concentrant notamment sur des cibles telles que les Beatles, le groupe musical Grateful Dead et le punk rock, accusés de véhiculer ces phénomènes. S'affirmant de plus en plus conservateur, il organise en 1980 la tournée américaine d'Emmanuel Tremblay, militant de l'association anti-IVG Laissez-les-vivre-SOS futures mères.
Conspirationniste, le POE accuse la CIA d'être à l'origine de plusieurs complots lors de ses débuts staliniens, puis se met à accuser le KGB de complots après sa droitisation. De nombreuses positions du POE changent lors de sa droitisation : critique de l'OTAN en 1975, le POE passe à l'atlantisme en 1984.

### Sous Solidarité et progrès

Logo de la Fédération pour une nouvelle solidarité.

Solidarité et progrès se distingue par ses positions critiques envers le capitalisme financier, son déni du changement climatique, son soutien à l'énergie nucléaire et son ambition de colonisation spatiale.
S&P base ses orientations sur celles de Lyndon LaRouche, qui prône une croissance illimitée permise par la technologie, tout en rejetant fermement l'écologie et la décroissance.

## Stratégie
Cherchant à s'établir comme une force politique autonome en France, Solidarité et progrès s'organise localement en ciblant des régions à forte tradition militante comme l'Île-de-France, Lyon et Rennes. Le parti met en avant — tout comme le mouvement LaRouche aux États-Unis — la féminité et la jeunesse de ses candidats et utilise massivement les réseaux sociaux. Comparé au mouvement LaRouche aux États-Unis où les candidats issus de minorités sont mis en avant, les candidats de Solidarité et progrès sont eux souvent issus des milieux populaires, afin de maximiser leur capital d'éligibilité et apparaître représentatifs des électeurs locaux.
Il adapte ses stratégies d'implantation locales en fonction des réalités sociologiques et territoriales. Ainsi, le docteur en science politique Julien Giry note que lors des élections régionales de 2010 en Bretagne, la liste Bretagne-Phare du Nouveau Monde met en œuvre une stratégie de régionalisation, soulignant un fort attachement aux réalités locales et utilisant un vocabulaire maritime. Le mouvement multiplie les actions de terrain, comme la distribution de tracts et l'usage du chant choral, pour attirer l'attention.
S&P vise particulièrement à obtenir de l'influence auprès des étudiants.

## Finances
S&P bénéficie du soutien financier des réseaux LaRouche, notamment via la base américaine du mouvement et l'Institut Schiller.

## Critiques
En 2003, Charlie Hebdo voit dans le discours de Solidarité et progrès « des idées qu'un Le Pen ne renierait pas, derrière un vernis de préoccupations sociales. »

Dans son rapport de 2005, la Mission interministérielle de vigilance et de lutte contre les dérives sectaires (Miviludes) indique que « [Solidarité et progrès] sous l’apparence d’une idéologie politique “anti-Bush” et avec une image alternative aux mouvements politiques constitués, joue sur la fibre engagée et idéaliste des étudiants. » En janvier 2012, le secrétaire général de la Miviludes, Hervé Machi, déclare : 

« C’est un dossier qui pour nous aujourd'hui à la Miviludes n’est pas vivant. Les derniers signalements que nous avons reçus remontent à 5 ou 6 ans, donc grosso modo la période de la dernière élection présidentielle. Les personnes qui avaient fait ces signalements avaient été reçues à la Mission et ces témoignages n’ont pas débouché sur une saisine de l’autorité judiciaire par la Mission, sans doute parce qu’à l’époque la Mission a considéré que les critères de la dérive sectaire n’étaient pas caractérisés. »

L'UNADFI a estimé qu'il avait un « comportement sectaire » dans ses méthodes de recrutement destinées aux étudiants, ainsi que dans son fonctionnement interne,. Le témoignage d'un ancien membre confirmerait les descriptions de l'UNADFI.
En août 2021, Rudy Reichstadt de Conspiracy Watch le décrit comme un mouvement complotiste aux dérives sectaires, mentionnant ses liens avec le mouvement américain mené par l'essayiste Lyndon LaRouche.[pertinence contestée]

## Résultats électoraux

### Élections présidentielles
Jacques Cheminade se présente pour la première fois à  l'élection présidentielle de 1995 où il recueille 84 959 voix avec 0,28 % des suffrages exprimés, et finit à la 9e et dernière place.
Il se présente pour la seconde fois en 2012, où il finit de nouveau dernier à la 10e place avec 89 545 voix et 0,25 % des suffrages exprimés.
Il se présente pour la dernière fois en 2017 où il réalise son plus petit résultat qui est de 65 586 voix et 0,18 % des suffrages, le plaçant à la 11e place.
| Élection | Candidat          | Nombre de voix | Score | Rang           |
| -------- | ----------------- | -------------- | ----- | -------------- |
| 1995     | Jacques Cheminade | 84 959         | 0,28% | 9e (dernière)  |
| 2012     | Jacques Cheminade | 89 545         | 0,25% | 10e (dernière) |
| 2017     | Jacques Cheminade | 65 586         | 0,18% | 11e (dernière) |

### Élections législatives
| Année | Premier tour | Premier tour | Second tour | Second tour | Sièges  |
| Année | Voix         | %            | Voix        | %           | Sièges  |
| ----- | ------------ | ------------ | ----------- | ----------- | ------- |
| 2022a | 2 418        | 0,01         |             |             | 0 / 577 |
| 2024  | 2 208        | 0,01         |             |             | 0 / 577 |

a Au sein de la coalition La Raison du Peuple.

## Publication
Nouvelle Solidarité est un journal mensuel publié par le parti ; depuis 1974, le journal est diffusé exclusivement par « vente militante » et sur abonnement (papier et en ligne).